# Округ Јуникој (Тенеси)
Јуникој (енгл. Unicoi County) је округ у америчкој савезној држави Тенеси.

## Демографија
По попису из 2010. године број становника је 18.313, што је 646 (3,7%) становника више него 2000. године.
| Група             | 2000.          | 2010.          |
| Белци             | 17.161 (97,1%) | 17.348 (94,7%) |
| Афроамериканци    | 12 (0,1%)      | 36 (0,2%)      |
| Азијати           | 15 (0,1%)      | 30 (0,2%)      |
| Хиспаноамериканци | 342 (1,9%)     | 694 (3,8%)     |
| Укупно            | 17.667         | 18.313         |